# Pierre Hersart de La Villemarqué
Pour les autres membres de la famille, voir Hersart de La Villemarqué.
Pierre Michel François Marie Toussaint Hersart de La Villemarqué, né à Morlaix (paroisse de Saint-Melaine) en Bretagne le 15 mai 1775, mort à Quimperlé dans le Finistère le 27 janvier 1843, est un homme politique français, député sous la Restauration.
Pierre de La Villemarqué est maire, député ultra-royaliste élu en 1815, quatre fois réélu, il siège jusqu'en 1827. Il est aussi sous-préfet de Quimperlé. Il est le père de l'écrivain et philologue Théodore Hersart de La Villemarqué, auteur du Barzaz Breiz.

## Biographie
Né en 1775, Pierre Hersart de La Villemarqué est le fils aîné de Toussaint-Jean Hersart, seigneur de la Villemarqué (1725-1798), capitaine de grenadiers au régiment de La Tour du Pin, chevalier de Saint-Louis, commandant pour le roi au château du Taureau, et de Claude-Perrine-Thérèse Salaün du Mesquéau,. Cette famille avait des terres principalement aux alentours de Dinan.
Propriétaire, il devient maire du Plessis-Nizon,, commune fusionnée depuis avec Pont-Aven, et où se trouve le manoir venu de son épouse. Il en est maire jusqu'en 1820.
Pierre de La Villemarqué est élu député pour la première fois le 22 août 1815, par le collège de département du Finistère, avec 58 % des suffrages exprimés, par 95 voix sur 165 votants, 244 inscrits.
Il est successivement réélu le 4 octobre 1816, avec 75 % des suffrages exprimés (par 87 voix sur 117 votants, 232 inscrits) ; le 13 novembre 1820 avec 58,6 % des suffrages exprimés, par 118 voix sur 205 votants ; le 20 novembre 1822 avec 69,5 % des suffrages exprimés, par 130 voix sur 187 votants, et enfin le 6 mars 1824, avec 93 % des suffrages exprimés, par 133 voix sur 143 votants.
Pierre de La Villemarqué siège avec les ultra-royalistes dans la majorité de la Chambre introuvable, et, dans les législatures suivantes, à partir de 1816, il se rallie à la politique ministérielle. Il siège jusqu'en 1827, année où il se retire de la vie publique.
Il est nommé sous-préfet de Quimperlé le 26 avril 1822,, et reçoit la même année la Légion d'honneur.
Selon un biographe pamphlétaire, il se serait montré reconnaissant de ces nominations. Selon un autre biographe, il est peu connu, sinon pour avoir voté avec la majorité en 1815. Il prend cependant la parole lorsque les débats concernent ses centres d'intérêt, comme lors de la discussion sur le projet de code forestier où son discours défend les forêts et les intérêts des propriétaires.
Il est promu officier de la Légion d'honneur en 1825. Il quitte la vie parlementaire aux élections de 1827.
En février 1831, sa propriété est perquisitionnée sous la conduite du nouveau sous-préfet, la fouille s'étend aussi à la maison qu'il dédiait à la réception des orphelins et des malades ; la presse catholique s'en fait l'écho.
Il est mort en 1843.

### Famille et postérité
Pierre de La Villemarqué épouse le 6 novembre 1798 à Hennebont Marie-Ursule-Claude-Henriette de Feydeau de Vaugien (26 mai 1776 - 16 juillet 1847), dame du Plessis-Nizon,, (fille de Jean-Marie Feydeau de Vaugien, seigneur du Plessis Nizon, officier de marine, et de Marie Thérèse Renée de Talhouët de La Grationnaye).
Ils possèdent un hôtel particulier à Quimperlé, et le manoir du Plessis, dans la paroisse de Nizon, près de Pont-Aven.
- Ils ont comme enfants[2],[12],[13] :
  - Pauline Hersart de La Villemarqué (née en 1799).
  - Sidonie Hersart de La Villemarqué (née en 1801).
  - Camille Hersart de La Villemarqué (1803-1853), qui épouse en 1826 Eugène Jégou du Laz, sous-préfet de Quimperlé, maire de Saint-Pol-de-Léon.
  - Ermine Hersart de La Villemarqué (née en 1805).
  - Hortense Hersart de La Villemarqué (née en 1808).
  - Justine Hersart de La Villemarqué (née en 1810), qui épouse Théodore de Kernafflen de Kergos.
  - Cyprien Hersart de La Villemarqué (1812-1889), qui épouse en 1845 Armande Rose de Cornouaille.  Il fut maire de Nizon (Finistère) pendant 30 ans.
  - Théodore Hersart de La Villemarqué (1815-1895), écrivain, philologue spécialiste de la culture bretonne, auteur du Barzaz Breiz, recueil de chants populaires bretons ; marié en 1846 avec Clémence Tarbé des Sablons.

Les armes des Hersart de La Villemarqué sont « d'or à la herse de sable »

## Mandats électifs
- 22 août 1815 - 5 septembre 1816 : député du Finistère, ultra-royaliste.
- 4 octobre 1816 - 13 novembre 1820 : député du Finistère, majorité ministérielle.
- 13 novembre 1820 - 20 novembre 1822 : député du Finistère, majorité ministérielle.
- 20 novembre 1822 - 6 mars 1824 : député du Finistère, majorité ministérielle.
- 6 mars 1824 - 5 novembre 1827 : député du Finistère, majorité ministérielle.
- Maire de Nizon.

## Distinctions
- Officier de la Légion d'honneur (19 mai 1825)[10],[6]

## Sources bibliographiques
- T. de Morembert, « Hersart de La Villemarqué (Pierre-Michel-François-Marie-Toussaint) » dans Dictionnaire de biographie française, vol. 17, Paris, 1989 [détail des éditions] , col. 1128.
- « Hersart de La Villemarqué (Pierre-Michel-François-Marie-Toussaint, comte) », dans Adolphe Robert et Gaston Cougny, Dictionnaire des parlementaires français, Edgar Bourloton, 1889-1891 [détail de l’édition] [texte sur Sycomore], tome 3, p. 348.
- Jean Pascal, Les députés bretons de 1789 à 1983, Paris, PUF, 1983.
- M. de Saint-Allais, Nobiliaire universel de France..., tome 7, Paris, Bachelin-Deflorenne, 1874, p. 447-448 [lire en ligne].